# Vladyslav Mazur
Vladyslav Vitalijovyč Mazur (in ucraino Влади́слав Віталійо́вич Ма́зур?; Berdyčiv, 21 novembre 1996) è un lunghista ucraino.

## Biografia
Nato nell'oblast' di Žytomyr, ha esordito nel 2013 nelle maggiori competizioni internazionali. Nel 2017 è entrato a far parte della nazionale seniores prendendo parte agli Europei indoor in Serbia, medesimo anno in cui ha vinto la medaglia d'oro agli Europei under 23 in Polonia.

## Palmarès
| Anno | Manifestazione           | Sede       | Evento         | Risultato | Prestazione | Note                          |
| ---- | ------------------------ | ---------- | -------------- | --------- | ----------- | ----------------------------- |
| 2013 | Mondiali U18             | Donec'k    | Salto in alto  | 14º (q)   | 2,07 m      |                               |
| 2015 | Europei U20              | Eskilstuna | Salto in lungo | 13º (q)   | 7,03 m      |                               |
| 2017 | Europei indoor           | Belgrado   | Salto in lungo | 15º (q)   | 7,58 m      |                               |
| 2017 | Europei U23              | Bydgoszcz  | Salto in lungo | Oro       | 8,04 m      | Miglior prestazione personale |
| 2018 | Europei                  | Berlino    | Salto in lungo | 13º (q)   | 7,70 m      |                               |
| 2019 | Europei indoor           | Glasgow    | Salto in lungo | 8º        | 7,75 m      |                               |
| 2019 | Giochi mondiali militari | Wuhan      | Salto in lungo | 6º        | 7,73 m      |                               |
| 2021 | Europei indoor           | Toruń      | Salto in lungo | 4º        | 8,14 m      | Miglior prestazione personale |
| 2021 | Giochi olimpici          | Tokyo      | Salto in lungo | 27º (q)   | 7,60 m      |                               |